# Ehlinger Ley
Die Ehlinger Ley, auch Ehlinger Lay oder das Ehlinger Köpfchen, ist ein Aussichtspunkt im unteren Ahrtal.

## Lage
Die Ehlinger Ley liegt oberhalb des Ortes Ehlingen, einem Ortsteil der Stadt Bad Neuenahr-Ahrweiler im Landkreis Ahrweiler in Rheinland-Pfalz, der zum  Ortsbezirk Heimersheim gehört, an der Weinlage Kapellenberg. Vom Ehlinger Ley auf eine Höhe von 135 m ü. NHN Metern hat man einen Ausblick über das untere Ahrtal mit Lohrsdorf, Ehlingen, Heimersheim bis hin zur Vulkankuppe der Landskrone mit der Maria-Hilf-Kapelle. Am Aussichtspunkt gibt es eine Infotafel, eine Bank und ein Gipfelkreuz. In unmittelbarer Nähe befindet sich auch ein Funkmast. Zusammen mit dem Lohrsdorfer Kopf grenzt die Ehlinger Ley die Bodendorfer Gemarkung ahrauf vom restlichen Ahrtal ab. Das Plateau der Ehlinger Ley liegt am Wege des Ahrsteigs.

## Name
Der Name leitet sich vom Ort Ehlingen und von Ley ab, einem alten Wort für Fels oder Klippe.